# Рожковська сільська рада
Рожко́вська сільська рада (рос. Рожковский сельский совет) — сільське поселення у складі Бурлинського району Алтайського краю Росії.
Адміністративний центр — село Лісне.

## Населення
Населення — 522 особи (2019; 606 в 2010, 748 у 2002).

## Склад
До складу сільської ради входять:
| Населений пункт | Населення, осіб (2002) | Населення, осіб (2010) |
| --------------- | ---------------------- | ---------------------- |
| Лісне, село     | 720                    | 606                    |
| Рожковка, село  | 28                     | 0                      |